# Osbeckia stellata
Osbeckia stellata là một loài thực vật có hoa trong họ Mua. Loài này được Buch.-Ham. ex Ker Gawl. mô tả khoa học đầu tiên năm 1822.